# 果园镇 (长沙市)
果园镇位于湖南省长沙县中部。地缘上，果园镇北与路口镇接壤，东与春华镇为邻，南连黄花镇，西与安沙镇交界，总面积78平方公里，总人口22,101人（2000年人口普查）；全镇辖辖7个村、2个社区；果园镇政府杨泗庙社区。

## 历史
今果园镇在1995年长沙地区撤区并乡镇之前属路口区果园乡地域，1995年果园乡改为果园镇。2004年村级区划调整，调整之前为18个村、2个社区，分别为板仓村、大河村、高楼村、古井村、果园村、红花村、黄狮村、金花村、金江村、金龙村、九江村、龙桥村、木瓜塘村、宁加村、生花村、双河村、杨泗庙村与云泉村，大河社区、杨泗庙社区；区划调整后为7村、2社区。

## 区划
- 2个社区：大河社区、杨泗庙社区；
- 7个村：新明村、古楼村、田汉村、花果村、双河村、红花村和金江村。